# Giáo hội Tin mừng Quốc tế
Giáo hội Tin mừng Quốc tế (The Good News International Ministries/GNIM) hay Nhà thờ Quốc tế Tin lành (Good News International Church) hay Giáo hội quốc tế và còn được gọi là Giáo phái Shakahola là một phong trào tôn giáo mới có trụ sở tại Shakahola, hạt Kilifi ở Kenya, được Paul Nthenge Mackenzie và người vợ đầu tiên của ông là Joyce Mwikamba thành lập vào năm 2003. Giáo hội Tin mừng Quốc tế đã thu hút sự chú ý của quốc tế vào tháng 4 năm 2023 khi có thông tin tiết lộ rằng Paul Nthenge Mackenzie được cho là đã hướng dẫn các thành viên nhịn đói hàng loạt để "gặp Chúa Giê-su" dẫn đến cái chết của hơn 400 người, giáo phái này được mô tả rộng rãi là cuồng giáo và khơi mào trong việc chống phương Tây một cách kiên quyết, họ quan niệm các tiện ích như chăm sóc sức khỏe, giáo dục và thể thao bị coi là những "tệ nạn của lối sống phương Tây" và Mackenzie đã lên án Hoa Kỳ, Liên Hiệp Quốc và Giáo hội Công giáo là "công cụ của Satan" chho nên giáo phái này đã bị liệt vào danh sách cuồng giáo. Giáo phái của Mackenzie chuẩn bị cho sự kết thúc của thế giới dưới sự hướng dẫn của mục sư này, những tín đồ của giáo phái tin rằng nhin đói sẽ là tấm vé giúp họ được cứu rỗi linh hồn.

## Tổng quan
Được thành lập năm 2003 và hoạt động với tư cách là một trung tâm truyền giáo nhỏ, chỉ một thời gian ngắn Giáo hội quốc tế đã thu hút được hàng nghìn tín đồ chỉ dựa vào tuyên bố của Mackenzie, rằng ông ta “có thể nói chuyện với Thượng đế”, cộng với những phát biểu chống Chính phủ Mỹ, Liên hợp quốc và Thiên Chúa giáo La Mã mà theo Mackenzie thì tất cả những thực thể này là “công cụ của quỷ dữ và sẽ bị trừng phạt vào ngày cuối cùng” (ngày tận thế). Ban đầu, chính quyền Kenya không lưu tâm đến Mackenzie và giáo phái này vì ở quốc gia châu Phi này, các bộ lạc thổ dân có những phương pháp hành xử nghi lễ tâm linh của riêng họ với những hình thức kỳ quái, thậm chí là phản khoa học, chẳng hạn như chọc dao vào động mạch của một con bò để máu phun lên người nhằm hóa giải bùa phép của những bộ lạc thù địch đang muốn hãm hại họ. Khi tổ chức bắt đầu phát triển, vợ chồng Mackenzie chuyển đến làng Migingo ở Malindi và thành lập nhà thờ tại đây. Mackenzie thu hút được một lượng lớn tín đồ, chủ yếu nhờ lời tuyên bố rằng ông ta có thể giao tiếp với Chúa.
Trong năm 2017, nhà thuyết giáo Mackenzie bắt đầu nói với tín đồ không nên khám bác sĩ hoặc cho con cái đến trường. Ông ta đã thành lập trường học trả phí (nhưng không có giấy phép) tại nhà thờ và tuyên bố có khả năng chữa bệnh thần thánh. Mackenzie đã yêu cầu các tín đồ cho con cái họ nghỉ học, bỏ căn cước công dân, tránh xa bệnh viện và bắt đầu chuẩn bị cho sự kết thúc của thế giới. Năm 2017, Mackenzie bị cáo buộc "cực đoan hóa" vì ủng hộ nhiều trẻ em không được đến trường với lập luận rằng giáo dục không được công nhận trong Kinh thánh. Cảnh sát thị trấn Malindi nhận được một số thư tố cáo của nhiều bậc cha mẹ là tín đồ của Giáo hội quốc tế, nội dung “Mackenzie bắt con cái họ phải sống tập thể, xúi chúng bỏ học, không cho phép chúng đi chích ngừa các bệnh truyền nhiễm. Khi trẻ đau ốm, thay vì đưa chúng đến các cơ sở y tế thì Mackenzie lại bắt chúng nhịn ăn và cầu nguyện”, đã có khoảng 30 trẻ từ 6 đến 10 tuổi chết vì bệnh sởi, đậu mùa, dịch tả, thương hàn nhưng không đủ chứng cứ để buộc tội Mackenzie. Họ chỉ yêu cầu ông ta phải trả 93 trẻ về cho gia đình. 
Năm 2019, khi thấy Mackenzie tiếp tục chiêu mộ tín đồ, cảnh sát Malindi ra lệnh giải tán địa điểm tụ tập của Giáo hội quốc tế. Một tín đồ của Giáo hội quốc tế đã hiến tặng lô đất trên đảo Lamu cho Mackenzie. Sau đó, giáo chủ bán được 20 triệu shilling. Với số tiền này, Mackenzie dùng nó để tài trợ cho một đài truyền hình tư nhân, thường xuyên phát sóng những bài giảng của ông ta. Nhà thuyết giáo này còn mở rộng phạm vi hoạt động ra tận khu vực bờ biển Kenya nhờ thành lập Times TV một kênh phát những bài giảng trên Internet và khắp châu Phi, ông đã sử dụng các linh mục và những bài diễn thuyết tại nhà thờ ở Malindi cũng như qua các hình thức trực tuyến. Động thái ấy đã thuyết phục một số tín đồ đem tài sản dâng cho Mackenzie. Theo ước tính, đến ngày bị bắt, Mackenzie có trong tay khoảng 500 triệu shilling, hầu hết là đất đai, nhà cửa. 
Nhận lệnh giải tán Giáo hội quốc tế nhưng thay vì thực hiện, Mackenzie kích động tín đồ biểu tình chống nhà cầm quyền. Tháng 9 năm 2019, Mackenzie bị bắt về tội gây rối trật tự, cưỡng bức tín đồ sống tập trung, xúi bẩy trẻ em bỏ học nhưng trong quá trình xét xử, ông nhận được sự ủng hộ của hàng nghìn người trung thành, trong đó có nhiều luật sư và người đứng đầu các giáo phái của các bộ lạc nên cuối cùng, Mackenzie trắng án. Ông Aisha Jumwa, nghị viên Hội đồng nhân dân thành phố Malindi nói: “Những người đứng đầu giáo phái của các bộ lạc cho rằng nếu hôm nay Giáo hội quốc tế bị đàn áp thì ngày mai sẽ đến lượt họ. Công lý đã bị nhạo báng”. Theo lời khai của tín nhân giáo phái thì giáo chủ Makenzie Nthenge bắt buộc tín đồ phải nhịn đói tuyệt đối 20 ngày mỗi tháng để có thể “gặp được thượng đế”. Makenzie yêu cầu họ phải sống tách biệt với xã hội để tâm hồn được thanh tẩy, hàng ngày, họ chỉ uống nước lã rồi cầu nguyện, một số người đã chết vì kiệt sức, xác của họ được những người khác mang đi nhưng không biết là đi đâu. 

## Vụ án
Tại châu Phi, quan chức chính quyền khu vực Shakahola của Kenya cho biết họ vừa phát hiện thêm 22 thi thể liên quan tới giáo phái tuyệt thực là Nhà thờ Quốc tế Tin lành (Good News International Church). Lực lượng chức năng đưa một thi thể ra khỏi khu rừng ở Shakahola, gần thị trấn ven biển Malindi, Kenya. Theo giới chức địa phương, có 201 thi thể đã được khai quật kể từ khi phát hiện ra những ngôi mộ tập thể trên một mảnh đất tại rừng Shakahola vào cuối tháng Tư năm 2003. Trong khi đó, số người được báo cáo mất tích đã tăng lên 610 người. Cùng ngày, nhà chức trách đã bắt giữ thêm một nghi phạm liên quan tới vụ việc, nâng tổng số nghi phạm lên 26 người. Năm 2003, mục sư tự xưng Paul Nthenge Mackenzie nhà truyền đạo vốn làm nghề lái taxi đã thành lập giáo phái trên và bị buộc tội xúi giục những tín đồ theo giáo phái bỏ đói con cái và chính bản thân họ cho tới chết để có thể lên thiên đường trước ngày tận thế và "gặp Chúa Jesus". Các bác sĩ giám định pháp y Kenya đã báo cáo việc bị đói khiến nhiều người chết thì một số thi thể có dấu hiệu chết do ngạt thở, bị siết cổ hoặc bị đánh bằng dùi cui, một số người đã bị mổ lấy nội tạng, nhiều người khác vẫn đang mất tích, bị chôn vùi trong những ngôi mộ chưa được phát hiện. 
Theo các nhà điều tra, phần lớn nạn nhân là trẻ em nên Paul Mackenzie và 13 người khác đã bị bắt giữ. Tổng thống Kenya là ông William Ruto đã mô tả vụ việc là hành động khủng bố. Paul Mackenzie Nthenge từng bị bắt vào năm 2017 với cáo buộc "cực đoan hóa" vì ủng hộ nhiều trẻ em không được đến trường, với lập luận rằng giáo dục không được công nhận trong Kinh thánh. Vụ "thảm sát Shakahola" này đã làm sống lại cuộc tranh luận về việc kiểm soát các hoạt động tín ngưỡng ở Kenya, một quốc gia chủ yếu là người theo đạo Thiên chúa, nơi "mục sư", "nhà thờ" và các phong trào tôn giáo khác trở thành chủ đề hàng đầu. Những nỗ lực trước đây về quy định hoạt động tôn giáo đã vấp phải sự phản đối mạnh mẽ, đặc biệt là nhân danh sự tách biệt giữa nhà thờ và nhà nước. Đối tượng này sẽ đối mặt với tội danh “khủng bố”, trong vụ án gây chấn động quốc gia Đông Phi, hàng loạt thi thể được khai quật, làm sáng tỏ câu chuyện rùng rợn được gọi là “vụ thảm sát rừng Shakahola". Mackenzie và người vợ thứ ba là Rhoda Mumbua Maweu cùng 16 thành viên chủ chốt của Giáo phái quốc tế bị bắt, trong đó có Ezekiel Odero một mục sư thân cận với Mackenzie là phó giáo chủ và cũng là cánh tay phải của Mackenzie bị điều tra về các tội danh bao gồm giết người, hỗ trợ tự sát, bắt cóc, cực đoan hóa, tội ác chống lại loài người, tàn ác với trẻ em, lừa đảo và rửa tiền. Đến ngày 13, lại có thêm 8 thành viên nữa vào trại giam với những cáo buộc liên quan đến khủng bố, tẩy não, bạo hành và giết người.